# Homework
Homework är den franska housegruppen Daft Punks debutalbum, släppt 1997. Albumet kan räknas som ett av de absolut mest inflytelserika housealbumen under 1990-talet. Albumets titel kommer från att det till stor del var inspelat i medlemmarnas hem.

## Låtlista
Låtarna skrivna av Daft Punk.
1. "Daftendirekt" – 2:44
2. "WDPK 83.7 FM" – 0:28
3. "Revolution 909" – 5:26
4. "Da Funk" – 5:28
5. "Phoenix" – 4:55
6. "Fresh" – 4:03
7. "Around the World" – 7:07
8. "Rollin’ & Scratchin’" – 7:26
9. "Teachers" – 2:52
10. "High Fidelity" – 6:00
11. "Rock’n Roll" – 7:32
12. "Oh Yeah" – 2:00
13. "Burnin’" – 6:53
14. "Indo Silver Club" – 4:32
15. "Alive" – 5:15
16. "Funk Ad" – 0:50